# Kirche Döhlen

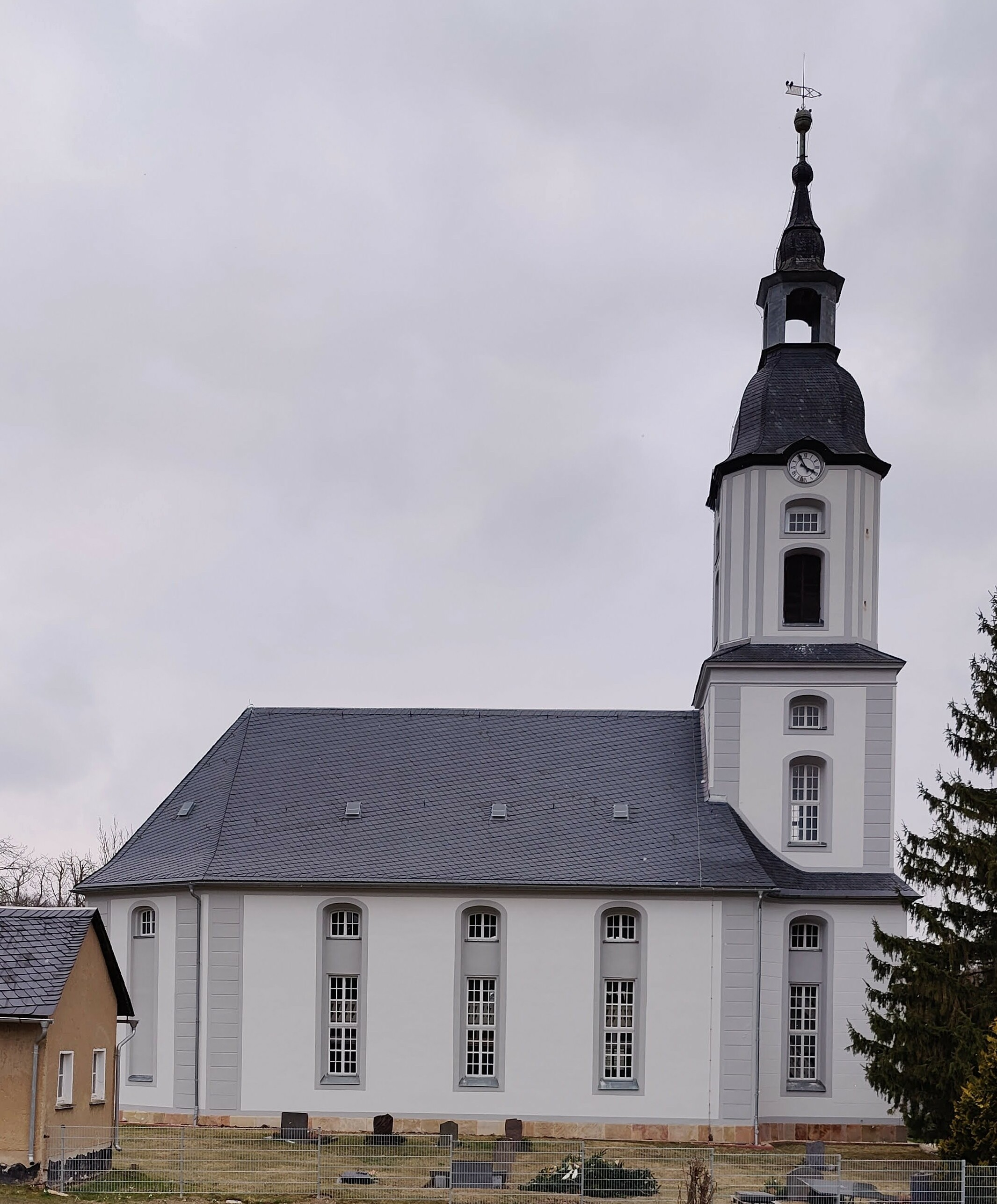
Kirche Döhlen

Die evangelisch-lutherische Kirche Döhlen steht in Döhlen, einem Ortsteil der Landgemeinde Stadt Auma-Weidatal im Landkreis Greiz von Thüringen. Die Kirchengemeinde Döhlen gehört zur Pfarrei Triebes im Kirchenkreis Greiz der Evangelischen Kirche in Mitteldeutschland.

## Beschreibung
Die 1749–51 anstelle eines Vorgängers errichtete barocke Saalkirche ist zwar verputzt, aber aus Bruchsteinen gebaut. Sie hat einen schmalen Fassadenturm auf quadratischem Grundriss im Osten, der dem breiten Kirchenschiff vorgesetzt ist. Auf ihm sitzt ein achteckiges Geschoss für den Glockenstuhl. Der Kirchturm ist mit einer Haube bedeckt, auf der eine offene Laterne thront. 1755 wurde eine Turmuhr eingebaut. Die drei Glocken der Kirche stammen aus dem 13. bis 16. Jahrhundert. Das mit einem Satteldach gedeckte Langhaus hat einen dreiseitigen Anbau im Westen. In korbbogigen Laibungen liegen jeweils zwei Fenster übereinander. Der Innenraum hat zweigeschossige Emporen und einen Kanzelaltar. Eine Innenrenovierung erfolgte 1965, der Turm wurde 2015 instand gesetzt, und schließlich wurde 2018 eine Außensanierung vorgenommen.

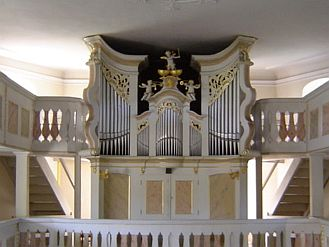
Orgel

## Orgel
Die Orgel mit 13 Registern, verteilt auf ein Manual und Pedal, wurde 1771 von Johann Gottlob und Christian Wilhelm Trampeli gebaut und 2014 von der Firma Vogtländischer Orgelbau Thomas Wolf restauriert und rekonstruiert.
Disposition
| Manual CD–c3      |         |
| Principal         | 8′      |
| Gedackt           | 8′      |
| Viole di Gambe    | 8′      |
| Octava            | 4′      |
| Flute Traversiere | 4′      |
| Rohrflöte         | 4′      |
| Quinta            | 3′      |
| Octava            | 2′      |
| Sesquialtera II   | (1 ⁄3′) |
| Mixtur IV         | (1 ⁄3′) |

| Pedal CD–c1 |     |
| Violon Bass | 16′ |
| Sub Bass    | 16′ |
| Octave Bass | 8′  |

- Zimbelstern (vorbereitet)
- Koppeln: Pedalkoppel
- Tremulant  (vorbereitet)